# Brad Greene
Brad Greene (nac. 20 de mayo de 1998 en Lone Pine, California) es un baloncestista estadounidense. Con una altura de 2.11 metros y 122 kilogramos de peso, juega en la posición de pívot.

## Trayectoria
Formado en la Universidad de California en Irvine, perteneció durante toda su etapa universitaria a la plantilla de los Anteaters, con los que disputó la Division I de la NCAA. En la temporada de su graduación, la 2020/21, registró 9.3 puntos, 7.5 rebotes y 1.9 tapones por encuentro, siendo elegido Jugador Defensivo del año e integrante del Quinteto Ideal de la conferencia Big West.
Su primera experiencia profesional la cursa en Alemania en la temporada 2021/22, firmando con el Uni Baskets Paderborn de la liga ProA. Disputó 37 encuentros en los que registró promedios de 12.2 puntos y 7.5 rebotes.
En 2022/23 se incorpora al ECE Kapfenberg Bulls, club de la liga austriaca, con el que participa en 36 encuentros con medias de 16.3 puntos, 11.4 rebotes y 1.2 tapones.